# Lista de episódios de Devious Maids
Devious Maids é uma série de televisão estadunidense, dos gêneros comédia dramática e mistério, que estreou no canal Lifetime no dia 23 de junho de 2013. A série foi criada por Marc Cherry, e é vagamente baseada na série de televisão mexicana "Ellas son... la alegría del hogar". Ana Ortiz, Dania Ramírez, Roselyn Sánchez, Judy Reyes e Edy Ganem estrelam como cinco empregadas domésticas latinas trabalhando nas casas das famílias mais ricas e poderosas de Beverly Hills.
O canal de televisão ABC encomendou o episódio piloto do show em 31 de janeiro de 2012. Em 14 de maio de 2012, o piloto não foi encomendado pela ABC para a grade de programação de 2012–13. No entanto, em 22 de junho de 2012, a Lifetime encomendou o episódio piloto juntamente com uma temporada completa de 13 episódios. A Lifetime renovou a série para uma quarta temporada de 10 episódios em 24 de setembro de 2015. Em 1 de setembro de 2016, a Lifetime cancelou a série após quatro temporadas.
Em 8 de agosto de 2016, 49 episódios de "Devious Maids" foram ao ar, concluindo a quarta temporada e finalizando a série.

## Resumo
| Temporada | Temporada | Episódios | Data de estreia      | Data de encerramento   |
| Temporada | Temporada | Episódios | Estreia de temporada | Final de temporada     |
| --------- | --------- | --------- | -------------------- | ---------------------- |
|           | 1         | 13        | 23 de junho de 2013  | 22 de setembro de 2013 |
|           | 2         | 13        | 20 de abril de 2014  | 13 de julho de 2014    |
|           | 3         | 13        | 1 de junho de 2015   | 24 de agosto de 2015   |
|           | 4         | 10        | 6 de junho de 2016   | 8 de agosto de 2016    |

## Episódios

### 1ª temporada (2013)
| No. na série | No. | Título                    | Dirigido por     | Escrito por             | Exibição               | Audiência (milhões) |
| ------------ | --- | ------------------------- | ---------------- | ----------------------- | ---------------------- | ------------------- |
| 1            | 1   | "Pilot"                   | Paul McGuigan    | Marc Cherry             | 23 de junho de 2013    | 1.99                |
| 2            | 2   | "Setting the Table"       | Rob Bailey       | Marc Cherry             | 30 de junho de 2013    | 2.09                |
| 3            | 3   | "Wiping Away the Past"    | Rob Bailey       | Victor Levin            | 7 de julho de 2013     | 2.53                |
| 4            | 4   | "Making Your Bed"         | David Warren     | John Paul Bullock III   | 14 de julho de 2013    | 2.23                |
| 5            | 5   | "Taking Out the Trash"    | David Warren     | Gloria Calderon Kellett | 21 de julho de 2013    | 2.78                |
| 6            | 6   | "Walking the Dog"         | Tawnia McKiernan | Brian Tanen             | 28 de julho de 2013    | 2.88                |
| 7            | 7   | "Taking a Message"        | Tawnia McKiernan | Tanya Saracho           | 4 de agosto de 2013    | 2.74                |
| 8            | 8   | "Minding the Baby"        | Tara Nicole Weyr | Gloria Calderon Kellett | 11 de agosto de 2013   | 2.66                |
| 9            | 9   | "Scrambling the Eggs"     | Tara Nicole Weyr | Tanya Saracho           | 18 de agosto de 2013   | 2.56                |
| 10           | 10  | "Hanging the Drapes"      | John Scott       | Brian Tanen             | 25 de agosto de 2013   | 2.48                |
| 11           | 11  | "Cleaning Out the Closet" | John Scott       | Victor Levin            | 8 de setembro de 2013  | 2.49                |
| 12           | 12  | "Getting Out the Blood"   | Larry Shaw       | Marc Cherry             | 15 de setembro de 2013 | 2.52                |
| 13           | 13  | "Totally Clean"           | Larry Shaw       | Marc Cherry             | 22 de setembro de 2013 | 2.95                |

### 2ª temporada (2014)
| No. na série | No. | Título                              | Dirigido por     | Escrito por     | Exibição            | Audiência (milhões) |
| ------------ | --- | ----------------------------------- | ---------------- | --------------- | ------------------- | ------------------- |
| 14           | 1   | "An Ideal Husband"                  | Eva Longoria     | Marc Cherry     | 20 de abril de 2014 | 1.96                |
| 15           | 2   | "The Dark at the Top of the Stairs" | Tawnia McKiernan | Brian Tanen     | 27 de abril de 2014 | 1.68                |
| 16           | 3   | "Dangerous Liaisons"                | Tawnia McKiernan | Curtis Kheel    | 4 de maio de 2014   | 1.57                |
| 17           | 4   | "Crimes of the Heart"               | David Warren     | Carol Leifer    | 11 de maio de 2014  | 1.65                |
| 18           | 5   | "The Bad Seed"                      | David Warren     | Elle Triedman   | 18 de maio de 2014  | 1.54                |
| 19           | 6   | "Private Lives"                     | Tara Nicole Weyr | Michael Zebede  | 25 de maio de 2014  | 1.78                |
| 20           | 7   | "Betrayal"                          | Tara Nicole Weyr | David Grubstick | 1 de junho de 2014  | 2.14                |
| 21           | 8   | "Night, Mother"                     | David Warren     | Michael Zebede  | 8 de junho de 2014  | 1.82                |
| 22           | 9   | "The Visit"                         | David Warren     | Elle Triedman   | 15 de junho de 2014 | 1.81                |
| 23           | 10  | "Long Day's Journey Into Night"     | John Scott       | Curtis Kheel    | 22 de junho de 2014 | 1.93                |
| 24           | 11  | "You Can't Take It with You"        | John Scott       | Carol Leifer    | 29 de junho de 2014 | 1.49                |
| 25           | 12  | "Proof"                             | David Grossman   | Brian Tanen     | 6 de julho de 2014  | 1.86                |
| 26           | 13  | "Look Back in Anger"                | David Grossman   | Matt Berry      | 13 de julho de 2014 | 2.23                |

### 3ª temporada (2015)
| No. na série | No. | Título                  | Dirigido por      | Escrito por                         | Exibição             | Audiência (milhões) |
| ------------ | --- | ----------------------- | ----------------- | ----------------------------------- | -------------------- | ------------------- |
| 27           | 1   | "Awakenings"            | David Warren      | Marc Cherry & Brian Tanen           | 1 de junho de 2015   | 1.47                |
| 28           | 2   | "From Here to Eternity" | David Warren      | Curtis Kheel                        | 8 de junho de 2015   | 1.42                |
| 29           | 3   | "The Awful Truth"       | Gil Junger        | Ric Swartzlander                    | 15 de junho de 2015  | 1.34                |
| 30           | 4   | "Since You Went Away"   | Gil Junger        | Davah Avena                         | 22 de junho de 2015  | 1.14                |
| 31           | 5   | "The Talk of the Town"  | Tara Nicole Weyr  | Charise Castro Smith                | 29 de junho de 2015  | 1.34                |
| 32           | 6   | "She Done Him Wrong"    | Tara Nicole Weyr  | David Grubstick                     | 6 de julho de 2015   | 1.34                |
| 33           | 7   | "The Turning Point"     | Victor Nelli, Jr. | Charise Castro Smith                | 13 de julho de 2015  | 1.35                |
| 34           | 8   | "Cries and Whispers"    | Victor Nelli, Jr. | David Grubstick                     | 20 de julho de 2015  | 1.17                |
| 35           | 9   | "Bad Girl"              | David Grossman    | Brian Tanen & Davah Avena           | 27 de julho de 2015  | 1.27                |
| 36           | 10  | "Whiplash"              | David Grossman    | Benjamin Wiggins & Christian Spicer | 3 de agosto de 2015  | 1.41                |
| 37           | 11  | "Terms of Endearment"   | David Warren      | Ric Swartzlander                    | 10 de agosto de 2015 | 1.34                |
| 38           | 12  | "Suspicion"             | David Warren      | Curtis Kheel                        | 17 de agosto de 2015 | 1.52                |
| 39           | 13  | "Anatomy of a Murder"   | Tara Nicole Weyr  | Brian Tanen                         | 24 de Agosto de 2015 | 1.53                |

### 4ª temporada (2016)
| No. na série | No. | Título                       | Dirigido por      | Escrito por                      | Exibição            | Audiência (milhões) |
| ------------ | --- | ---------------------------- | ----------------- | -------------------------------- | ------------------- | ------------------- |
| 40           | 1   | "Once More Unto the Bleach"  | David Warren      | Brian Tanen                      | 6 de junho de 2016  | 1.08                |
| 41           | 2   | "Another One Wipes the Dust" | David Warren      | Curtis Kheel                     | 13 de junho de 2016 | 1.07                |
| 42           | 3   | "War and Grease"             | Mary Lou Belli    | Davah Avena                      | 20 de junho de 2016 | 0.81                |
| 43           | 4   | "Sweeping with the Enemy"    | Mary Lou Belli    | Ric Swartzlander                 | 27 de junho de 2016 | 0.96                |
| 44           | 5   | "A Time to Spill"            | David Grossman    | Sheila Lawrence                  | 4 de julho de 2016  | 0.94                |
| 45           | 6   | "The Maid Who Knew Too Much" | David Grossman    | Jessica Kivnik & David Grubstick | 11 de julho de 2016 | 1.03                |
| 46           | 7   | "Blood, Sweat, and Smears"   | Elodie Keene      | Davah Avena & Amelia Sims        | 18 de julho de 2016 | 0.82                |
| 47           | 8   | "I Saw the Shine"            | Elodie Keene      | David Grubstick                  | 25 de julho de 2016 | 0.87                |
| 48           | 9   | "Much Ado About Buffing"     | Victor Nelli, Jr. | Curtis Kheel                     | 1 de agosto de 2016 | 0.78                |
| 49           | 10  | "Grime and Punishment"       | Victor Nelli, Jr. | Brian Tanen                      | 8 de agosto de 2016 | 0.86                |

## Audiência
| Temporada | Temporada | Ep. 1 | Ep. 2 | Ep. 3 | Ep. 4 | Ep. 5 | Ep. 6 | Ep. 7 | Ep. 8 | Ep. 9 | Ep. 10 | Ep. 11 | Ep. 12 | Ep. 13 |
| --------- | --------- | ----- | ----- | ----- | ----- | ----- | ----- | ----- | ----- | ----- | ------ | ------ | ------ | ------ |
|           | 1         | 1.99  | 2.09  | 2.53  | 2.23  | 2.78  | 2.88  | 2.74  | 2.66  | 2.56  | 2.48   | 2.49   | 2.52   | 2.95   |
|           | 2         | 1.96  | 1.68  | 1.57  | 1.65  | 1.54  | 1.78  | 2.14  | 1.82  | 1.81  | 1.93   | 1.49   | 1.86   | 2.23   |
|           | 3         | 1.47  | 1.42  | 1.34  | 1.14  | 1.34  | 1.34  | 1.35  | 1.17  | 1.27  | 1.41   | 1.34   | 1.52   | 1.53   |
|           | 4         | 1.08  | 1.07  | 0.81  | 0.96  | 0.94  | 1.03  | 0.82  | 0.87  | 0.78  | 0.86   | N/A    | N/A    | N/A    |